# Faristodiplosis spathulata
Faristodiplosis spathulata är en tvåvingeart som beskrevs av Fedotova 2006. Faristodiplosis spathulata ingår i släktet Faristodiplosis och familjen gallmyggor. Inga underarter finns listade i Catalogue of Life.